# Martinstag

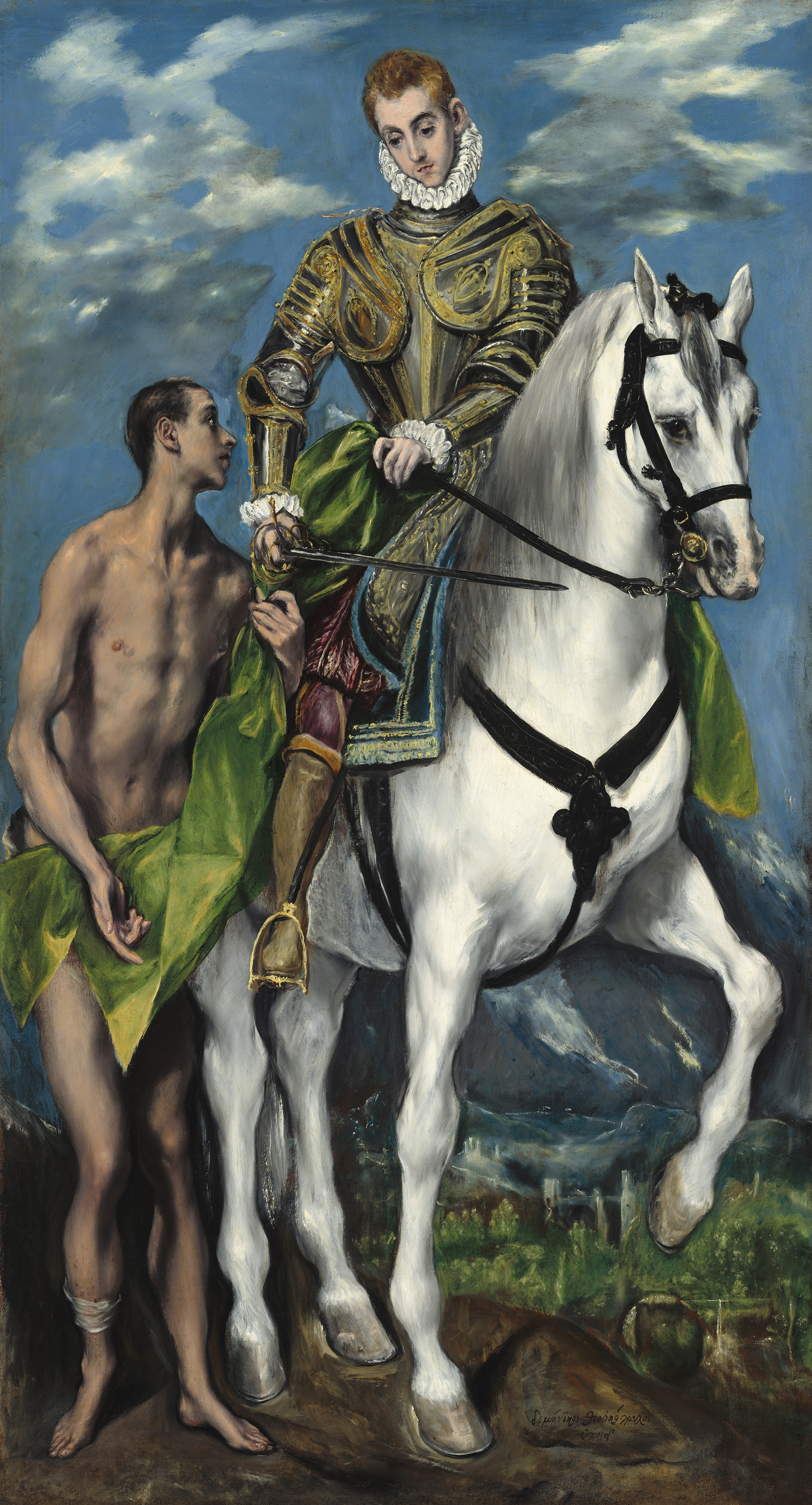
Der heilige Martin und der Bettler; El Greco (um 1597–1599)

Der Martinstag (auch Sankt-Martins-Tag oder Martinsfest, in Bayern und Österreich auch Martini, von lat. [Festum Sancti] Martini, „Fest des heiligen Martin“) ist im Kirchenjahr das Fest des heiligen Martin von Tours am 11. November. Das Datum des gebotenen Gedenktags im römischen Generalkalender, das sich auch in orthodoxen Heiligenkalendern, im evangelischen Namenkalender und dem anglikanischen Common Worship findet, ist von der Grablegung des Bischofs Martin von Tours am 11. November 397 abgeleitet. Der Martinstag ist in Mitteleuropa von zahlreichen Bräuchen geprägt, darunter das Martinsgansessen, der Martinszug und das Martinssingen.

## Wurzeln des Brauchtums

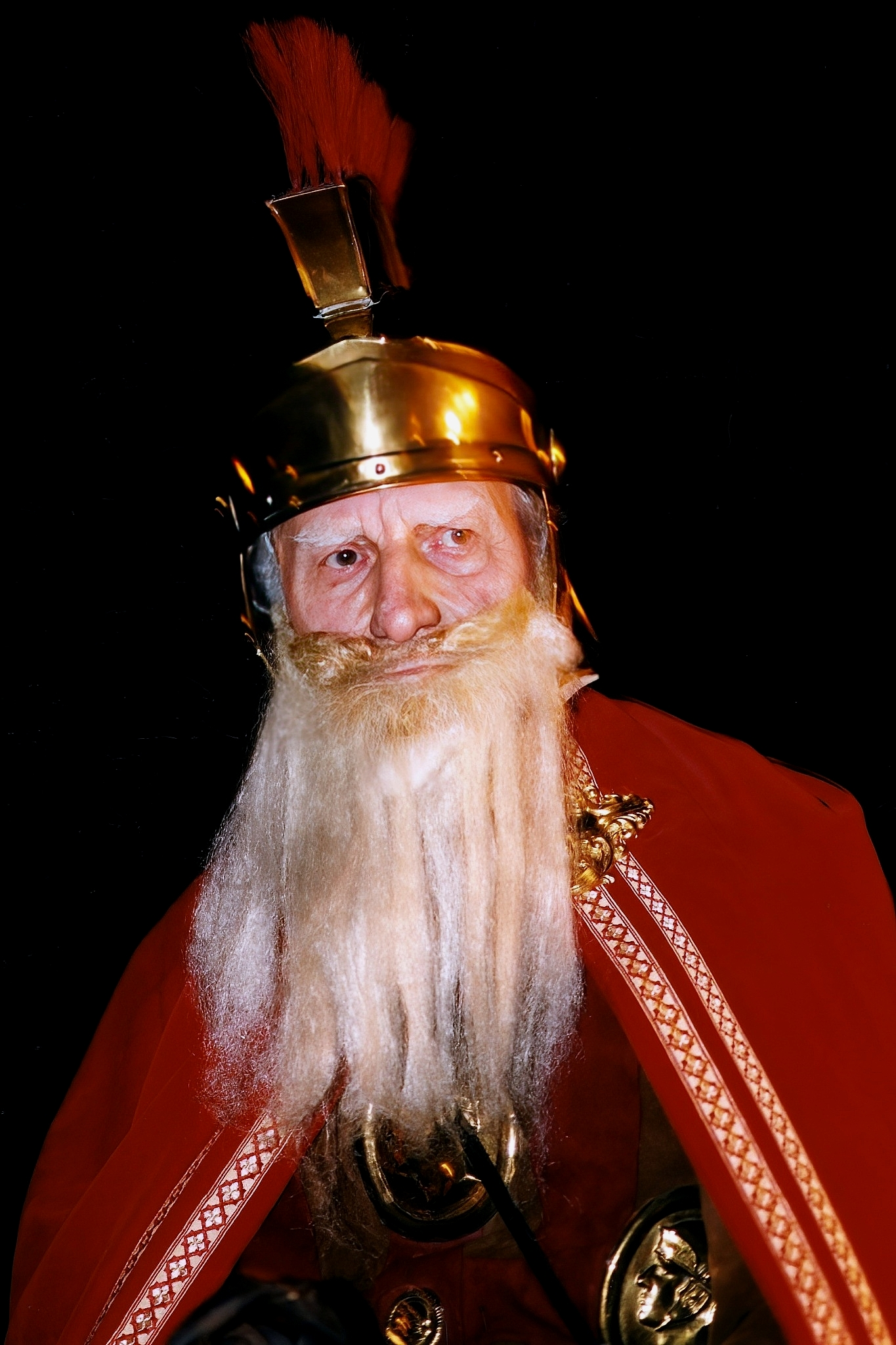
Matthias Jansen: Über 50 Mal in Serie und noch mit 92 Jahren zu Pferd der Sankt Martin von Doveren (1990)

Die verschiedenen Bräuche wurzeln in zwei verschiedenen Anlässen. Erst im 19. Jahrhundert bekam das Brauchtum seinen inhaltlichen Bezug zur Gestalt des heiligen Martin und den Legenden um ihn wie die Mantelteilung.
- In der von Byzanz beeinflussten Christenheit lag der Martinstag am Beginn der Fastenzeit, die vom Mittelalter bis in die Neuzeit hinein – in den orthodoxen Kirchen teilweise bis heute – vor Weihnachten begangen wurde. Am letzten Tag vor Beginn dieser Fastenzeit konnten die Menschen – analog zur Fastnacht – noch einmal schlemmen.[3]
- Daneben war der Martinstag das Ende des bäuerlichen Wirtschaftsjahres, neuer Wein konnte probiert werden, es war der Termin für den Viehabtrieb oder das Ende des Weidejahres sowie der traditionelle Tag, an dem die Entrichtung des Zehnten fällig war. Die Steuern wurden früher in Naturalien bezahlt, auch in Gänsen. An diesem Tag begannen und endeten Dienstverhältnisse, Pacht-, Zins- und Besoldungsfristen. Später wurde auch der Tag des heiligen Leonhard von Limoges, des Schutzpatrons des Viehs, am 6. November hierfür genannt. Landpachtverträge beziehen sich bis heute noch häufig auf Martini als Anfangs- und Endtermin, da der Zeitpunkt dem Anfang und Ende der natürlichen Bewirtschaftungsperiode entspricht. Der Martinstag wurde deshalb auch Zinstag genannt.[4]

Aus beiden Motivsträngen resultierte die älteste Schicht des Martinsbrauchtums, die regional bis gegen 1800 bestand. Am Vorabend zum 11. November hatten Heischebräuche der Kinder ihren Platz, es fanden gesellige Feste mit Speis und Trank, daheim oder im Wirtshaus, statt und es wurden Martinsfeuer abgebrannt, umgeben von Feuerbräuchen wie dem Sprung über das Feuer, Tanz ums Feuer, Gesichterschwärzen und Fackellauf mit Strohfackeln. Dieses Brauchtum war noch weitgehend spontan und ungeordnet. Im 18. und 19. Jahrhundert kam es auch zu polizeilichen Verboten von Martinsfeuern. Erst im Lauf des 20. Jahrhunderts wurde es im rheinischen Karneval üblich, die Karnevalssession am 11. November auszurufen.
Die heutige Brauchtumsforschung beobachtet, dass durch das Aufkommen des aufgeklärten Bürgertums und die Verstädterungsbewegung seit dem 19. Jahrhundert eine Entwicklung des spontanen Martinsbrauchtums „zu einer städtischen und katechetischen Großveranstaltung mit komplexen Organisationsstrukturen“ erfolgte, aus denen dann gegen Ende des 20. Jahrhunderts eine „ökonomische Funktionalisierung und Kommerzialisierung“ werden konnte. Spontane Heischegänge und Laternenumzüge der Kinder wurden der Initiative und Organisation von Erwachsenen – Schulen, Kirchengemeinden oder Kommunen – unterworfen. Zur „Konstruktion einer Martinstradition“ wird auf mittelalterliche Heiligenlegenden zurückgegriffen und eine Kontinuität zwischen Mittelalter und Gegenwart dargestellt. Hauptsächlich die Legende von der Mantelteilung des Soldaten Martin mit einem Bettler wurde nach dem Ersten Weltkrieg vor allem im Rheinland zum Motiv katechetisch-erzieherischen Bemühens. In Paderborn konstituierte sich in den 1950er-Jahren ein „Martinskomitee“ zur Organisation des beobachteten spontanen Treibens von Kindern in der Stadt mit den satzungsgemäßen Zielen der „Förderung von karitativem Handeln und Denken und Erziehung der Kinder zur Nächstenliebe, Vermittlung von Anregungen zum Basteln von Fackeln, Lampen und Laternen“. Aus dem Heischegang wird eine vorbereitete Bescherung nach dem Martinszug. Die von Martins Biografen Sulpicius Severus berichtete Kriegsdienstverweigerung des römischen Soldaten Martin aus religiösen Gründen spielt jedoch im Martinsbrauchtum keine Rolle; im Mittelpunkt steht weiterhin der berittene Soldat im Offiziersmantel.

## Brauchtum

### Martinsgans

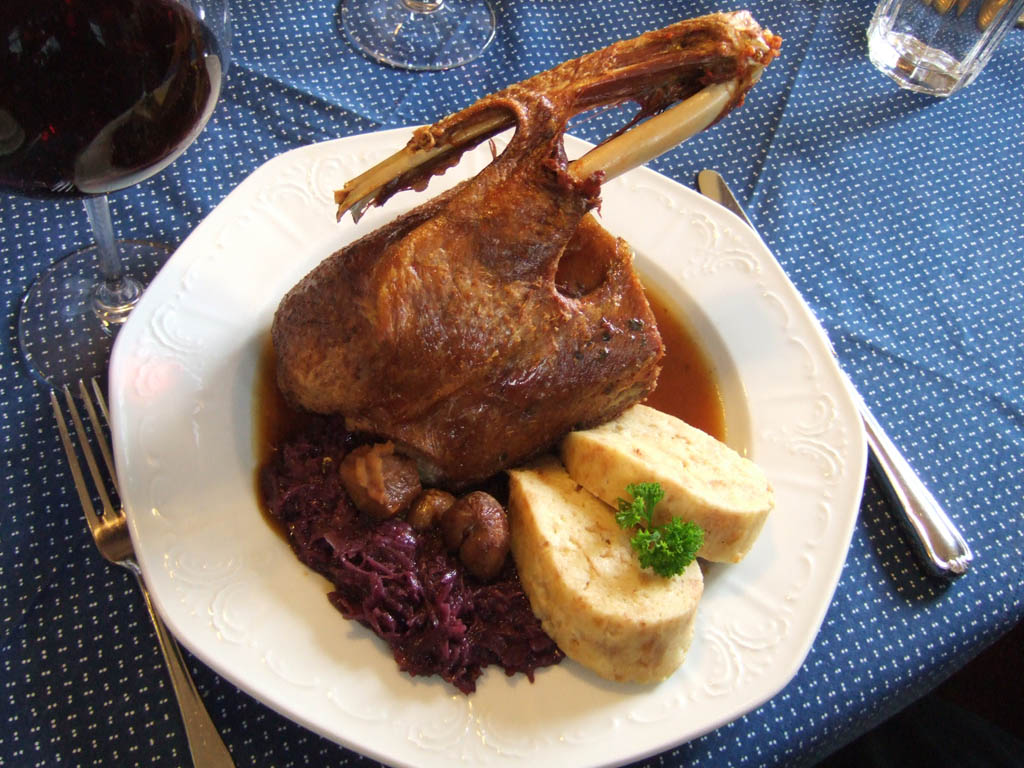
Martinsgans mit Rotkohl und Serviettenknödel

Als Brauch ist heute vor allem das traditionelle Martinsgansessen (in Österreich auch Martinigans oder Martinigansl genannt) verbreitet.
Ein historischer Erklärungsversuch dieses Brauchtums geht davon aus, dass in Zeiten des Lehnswesens eine am Martinstag fällige Lehnspflicht, eine Abgabe namens Martinsschoß, der Ursprung war. Da diese Abgabe häufig aus einer Gans bestand, bildete sich die Bezeichnung Martinsgans heraus, und weil der Martinstag traditionell mit einer Kirmes oder einem Tanzmusikabend gefeiert wurde, bot es sich an, die Gans zum Festessen zu machen und an diesem Abend festlich zu verspeisen.
Gern wird in Legenden erzählt, dass die Martinsgans ihren Ursprung in Martins Leben habe: Entgegen seinem eigenen Willen und trotz Vorbehalten des Klerus drängte das Volk von Tours darauf, Martin zum Bischof zu weihen. Asketisch und bescheiden, wie er sein Leben führte, hielt er sich unwürdig für solch ein hohes Amt und habe sich deshalb in einem Gänsestall versteckt. Die Gänse jedoch hätten so aufgeregt geschnattert, dass Martin gefunden wurde und geweiht werden konnte. Nach einer anderen Erzählung griffen die Bürger von Tours zu einer List: Ein Bauer sei zu Martins Versteck gegangen und habe diesen gebeten, seine kranke Frau zu besuchen. Hilfsbereit, wie Martin nun einmal war, habe er seine Sachen genommen und den Bauern nach Hause begleitet. Wahrscheinlich sah er ziemlich schmutzig aus – als habe er eine Zeit lang in einem Gänsestall gelebt. Eine weitere Geschichte besagt, dass eine schnatternde Gänseschar in den Kirchraum gewatschelt sei und dabei Bischof Martin bei seiner Predigt unterbrochen habe. Daraufhin sei diese gefangen und verzehrt worden.
Solche Legenden sind allerdings erst seit dem 16. Jahrhundert bekannt. Sie gelten als „Sekundärlegenden“ (Ätiologien), die ein Brauchtum im Nachhinein zu erklären versuchen. Die Verbindung der Gänse mit dem Pachttermin des Martinstages wird in der Forschung nämlich als älter angesehen als die Legenden.
In der Bischofschronik des Lorenz Fries aus dem Jahr 1546 ist ein festliches Gansessen Würzburger Bürger in der St. Martinsnacht dargestellt.
Traditionell wird die Gans in Deutschland mit Rotkohl und Semmelknödeln oder Kartoffelklößen gegessen. Ein überlieferter Brauch beim Verzehr der Martinsgans ist das Gänsegedicht.

### Martiniloben als kulinarisches Angebot
St. Martin ist der Landesheilige des Burgenlands, insofern wird dort das Martinifest in besonderer Weise gefeiert, und zwar vor allem in den Gemeinden rund um den Neusiedler See und in der Landeshauptstadt Eisenstadt, wo die Domkirche dem Patrozinium des heiligen Martin unterstellt ist. Das Martiniloben, das im Burgenland auch touristisch einen bedeutenden Faktor darstellt, umfasst sowohl die Verkostungen in den zahlreichen Weinkellern als auch den kulinarischen Brauch des Martiniganslessens. Seit den 1970er-Jahren hat im Burgenland vor allem die Gastronomie das Martiniloben populär gemacht. In großem Stil wird das Martiniloben in den Weinorten Purbach am Neusiedler See, Gols und Podersdorf am See zelebriert.

### Sankt-Martins-Umzug

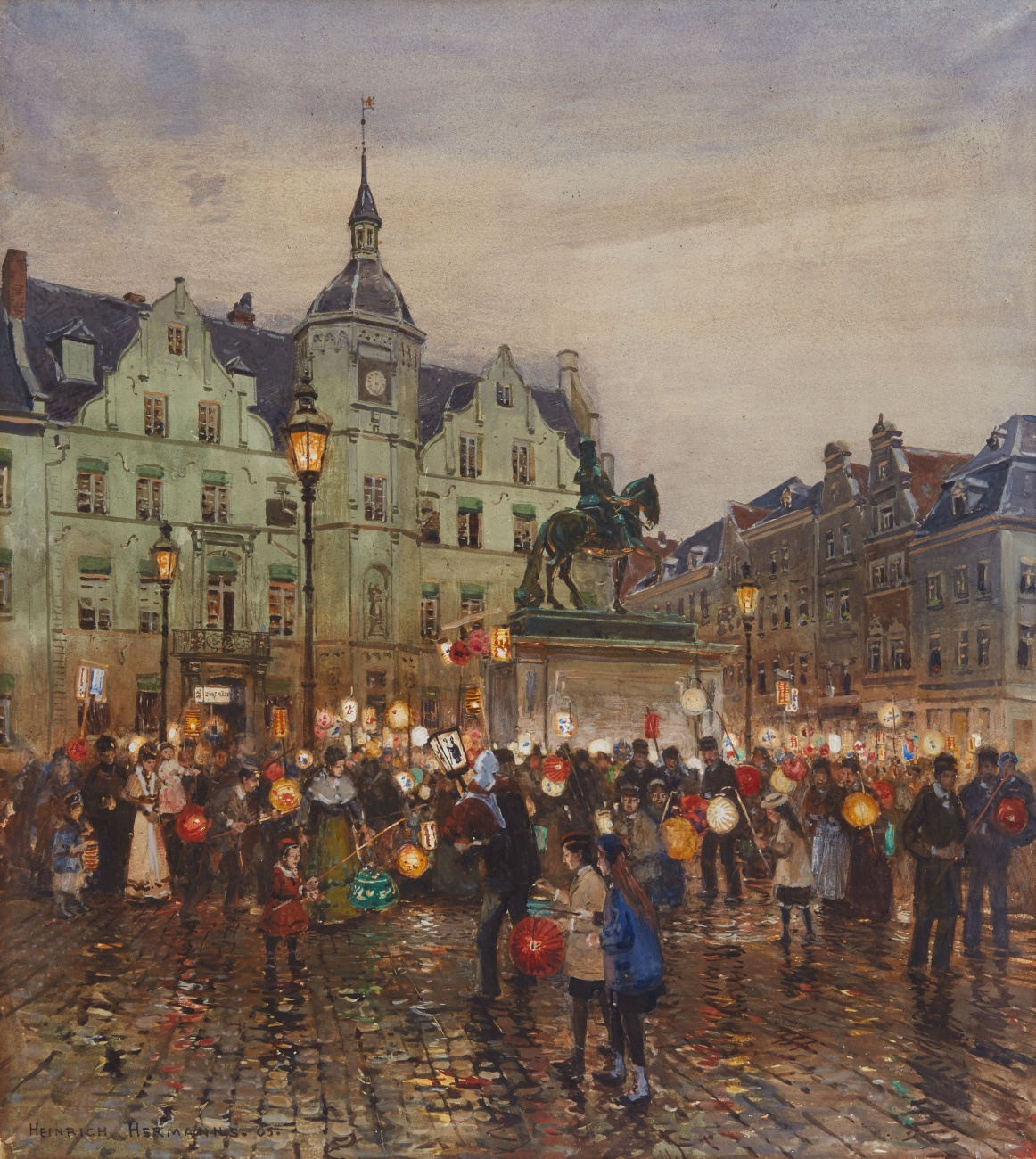
Martinszug auf dem Düsseldorfer Marktplatz, Aquarell von Heinrich Hermanns, 1905

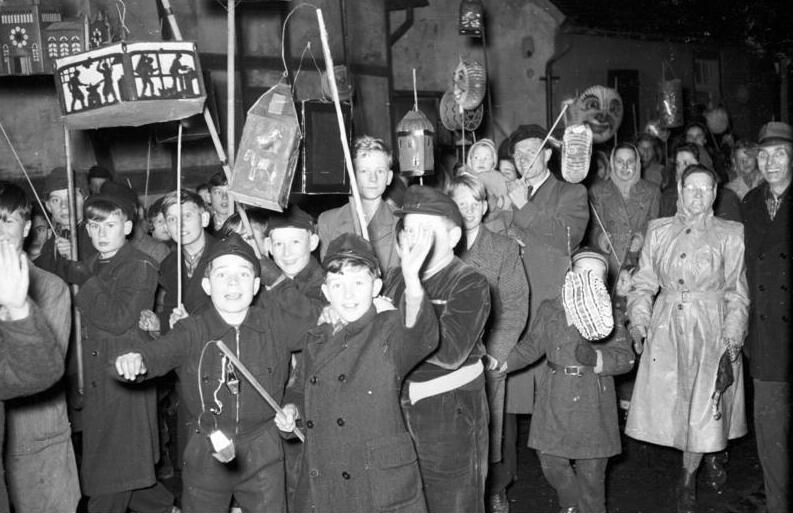
Martinszug in Düsseldorf-Urdenbach, 1948

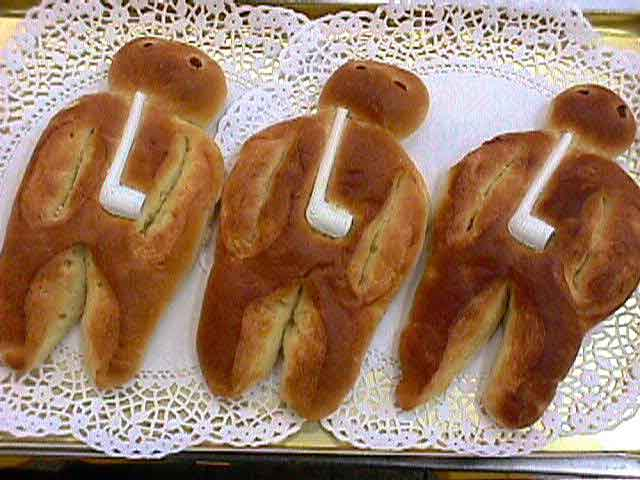
Weckmann mit Tonpfeife

In vielen Regionen Deutschlands, Österreichs, der Schweiz, in Luxemburg sowie in Ostbelgien, Südtirol und Oberschlesien sind Umzüge zum Martinstag üblich. Bei den Umzügen ziehen Kinder mit Martins-Laternen (gekaufte oder selbst gebastelte Lampions an Stäben, die durch ein Licht in ihrem Inneren illuminiert werden) durch die Straßen der Dörfer und Städte. Begleitet werden sie häufig von einem auf einem Schimmel sitzenden Reiter, der mit einem roten Mantel den heiligen Martin als römischen Soldaten darstellt. In Bregenz wird dieser Brauch Martinsritt genannt, im Rheinland Martinszug und in Vianden (Luxemburg) Miertchen. Häufig wird auch die legendarische Schenkung des Mantels an den Bettler nachgestellt. Bei dem Umzug werden Martinslieder gesungen, häufig begleitet von einer Blaskapelle. Die Laternen werden oft vorher im Unterricht der Grundschulen und in Kindergärten gebastelt, es sind aber auch fertige Martinslaternen im Handel erhältlich. In früheren Jahren waren es oft Räbenlichter – manchenorts auch Knolleköpp genannt –, Laternen, die aus Futterrüben geschnitzt wurden.
Die heutige Form des Martinszuges, bei welcher der heilige Martin als Soldat oder als Bischof mitreitet, entstand um die Wende zum 20. Jahrhundert im Rheinland, nachdem es schon vorher Lichterzüge in Form von „Lärmumzügen mit Lichtern“ oder als geordneter, von Erwachsenen geleiteter Umzug (1867 aus Dülken belegt) gab. Im Oktober 2017 beantragte eine Initiative von 73 Sankt-Martins-Vereinen in Nordrhein-Westfalen die Anerkennung der von ihnen gepflegten Tradition als Immaterielles Kulturerbe im Sinne der UNESCO. Die Anerkennung erfolgte 2018. Heutige Martinszüge sind meist überpfarrlich, schulorientiert und katechetisch ausgerichtet. Das Rollenspiel der „Mantelteilung“ akzentuiert den Appell zum mitmenschlichen Helfen, der im nachträglichen Rückgriff auf die Martinslegende den teilnehmenden Kindern vermittelt werden soll.
Zum Abschluss gibt es häufig ein großes Martinsfeuer. Heutzutage erhalten Kinder in manchen Regionen Westdeutschlands dann einen Stutenkerl (westfälisch) oder Weckmann (rheinisch), ein Gebildgebäck aus Hefeteig mit Rosinen. In den meisten Regionen (auch oft in Westdeutschland) sind Stutenkerle/Weckmänner ein Adventsgebäck, das am Nikolausabend/-tag verzehrt wird. Zum Weckmann gehört eine kleine weiße Tonpfeife, deren Geschichte wie folgt erzählt wird: Ursprünglich stellte der Weckmann nur den heiligen Nikolaus dar, und zu ihm gehört ein Bischofsstab. Doch einst gingen einem Bäcker die kleinen Krummstäbe aus, dann sah er in einem Tabakladen nebenan die kleinen Pfeifen, die zwar nur eine geringe Ähnlichkeit mit einem Bischofsstab haben, doch er kaufte sie als Ersatz. Seitdem gehört zu den Weckmännern, auch zu denen am Martinstag, die weiße Tonpfeife.
In manchen Regionen Westdeutschlands gibt es Martinshörnchen.
In Süddeutschland sind kleine Martinsgänse aus Keks- oder Hefeteig, aber auch Martinshörnchen, die aus Croissant-Teig entstanden, oder Laugenbrezeln üblich. In Teilen des Rheinlands und Westfalens sowie des Ruhrgebiets, des Sauerlands und anderen Teilen Deutschlands erhalten die Kinder eine „Martinsbrezel“ – eine Brezel aus süßem Hefeteig, in manchen Regionen bestreut mit Hagelzucker.
Die größten St.-Martins-Umzüge Deutschlands mit bis zu 8000 Teilnehmern finden in Worms-Hochheim, Kempen am Niederrhein, Essen-Frintrop und Bocholt statt. Bisweilen werden die Züge aus organisatorischen Gründen mancherorts auch an anderen Tagen rund um den eigentlichen Festtag durchgeführt, etwa weil für mehrere Ortsteilzüge nur ein Martinsdarsteller oder nur eine Blaskapelle zur Verfügung stehen.
Der Brauch ist nicht nur auf den deutschen Sprachraum beschränkt. So veranstalten die deutschen Gemeinden in Malmö und Stockholm einen Martinsumzug; in den Niederlanden ist der Stadt-Umzug in Utrecht Immaterielles Kulturerbe (UNESCO).

### Martinssingen – Martinisingen

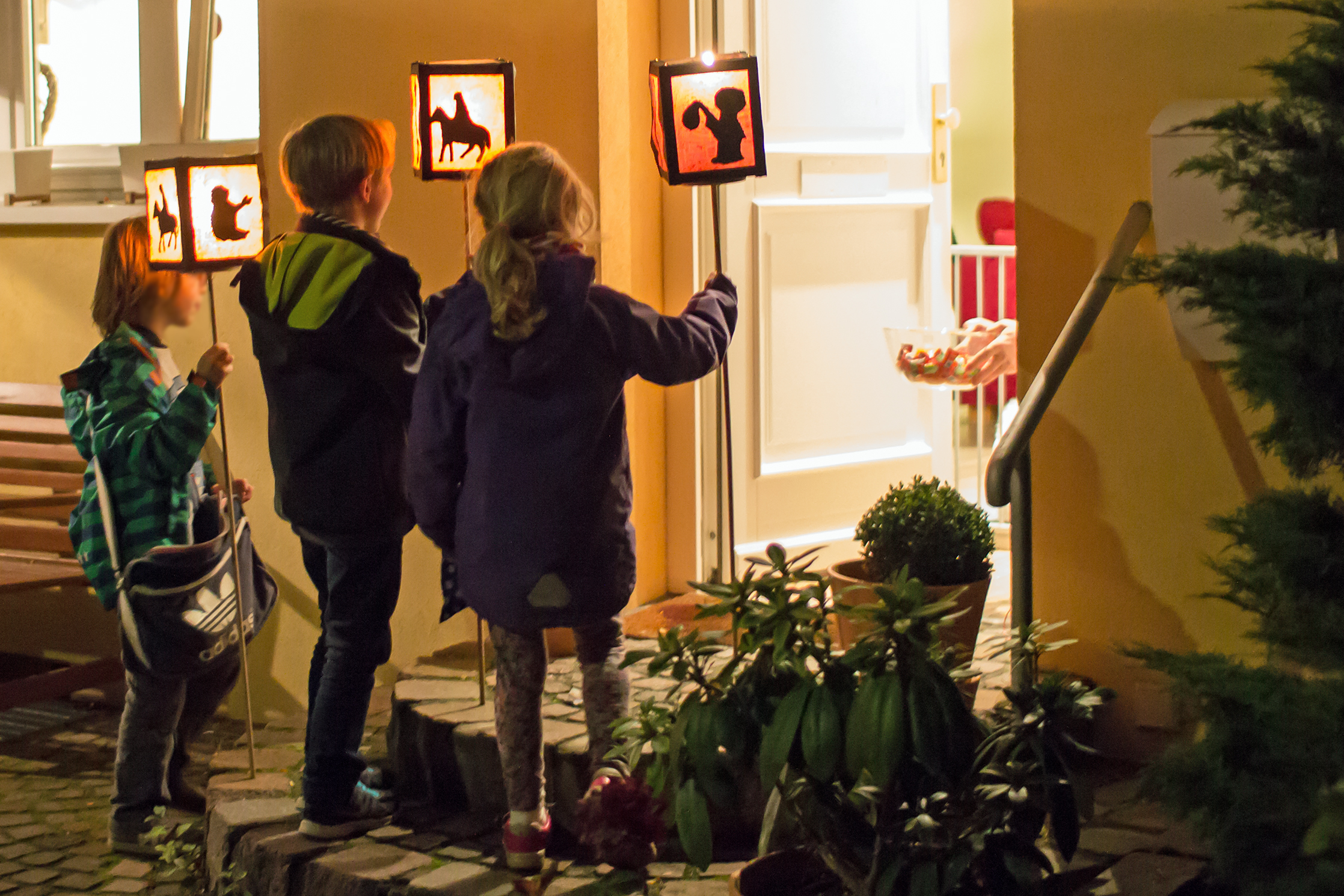
Kinder beim Martinssingen, 2015

Im Anschluss an den Martinszug oder auch an einem leicht abweichenden Termin wird vielerorts auch das Martinssingen praktiziert, bei dem die Kinder mit ihren Laternen beziehungsweise Lampions von Haus zu Haus ziehen und mit Gesang Süßigkeiten, Gebäck, Obst und andere Gaben erbitten. Es gibt zahlreiche lokale Bezeichnungen für diese Heischegänge, im Rheinland etwa Kötten, Schnörzen, Dotzen oder Gribschen.
Dem entspricht in Ostfriesland und anderen evangelischen Gegenden das Martinisingen am Abend des 10. November. Es bezieht sich auf Martin Luther, dessen Vorname entsprechend seinem Taufdatum am 11. November auf den heiligen Martin von Tours zurückgeht (siehe Namenstag), und darf als protestantische Modifizierung der katholischen Brauchtumselemente angesehen werden, die im 19. Jahrhundert einen neuen Inhalt bekamen; jetzt wurde Martin Luther als „der Lichtfreund und der Glaubensmann“ gefeiert, „de de Papst in Rom de Kroon offschlog“. Martin-von-Tours-Lieder wurden zu Martin-Luther-Liedern umgedichtet oder umgewidmet, das Brauchtum wie die Laternenumzüge wurde verknüpft.

### Martinsegen für den Wein
Vor allem in Ostösterreich segnen die Pfarrer den neuen Wein (Heuriger). Dies erfolgt oft im Rahmen der sogenannten „Weintaufe“, wobei der bei der Zeremonie in einem eigenen Fass bereitgestellte „Taufwein“ einen speziellen Namen erhält. Erst wenn der Wein getauft ist, darf mit „Prost“ angestoßen werden.

### Pelz-/Nussmärtel
In manchen überwiegend protestantischen Gegenden Süddeutschlands, so etwa im Donau-Ries, auf der Schwäbischen Alb und in Mittelfranken, bringt der Pelzmärtel, auch Pelzmartin oder auch Nussmärtel am Martinstag Geschenke.

### Freundschaftsmahl Sankt Martin
Seit 1973 richtet der Bauindustrieverband Nordrhein-Westfalen e. V. zum Martinstag ein Freundschaftsmahl mit prominenten Festrednern aus. Insgesamt haben die Mitgliedsunternehmen des Verbandes seit der Einrichtung der Veranstaltung über 1,5 Millionen Euro für wohltätige Zwecke gesammelt.

## Liturgische Feier

### Römisch-katholisch
In der Liturgie der römisch-katholischen Kirche ist der Martinstag ein gebotener Gedenktag. Fällt der 11. November auf einen Sonntag, tritt nach den Regeln der liturgischen Rangordnung der Gedenktag hinter der Liturgie des Sonntags zurück.
Die Oration in der heiligen Messe und im Stundengebet lautet:

„Allmächtiger Gott, der heilige Bischof Martin hat dich in seinem Leben und in seinem Sterben verherrlicht. Lass auch in uns die Macht deiner Gnade wirksam sein, damit weder Tod noch Leben uns von deiner Liebe trennen. Darum bitten wir durch Jesus Christus, deinen Sohn, unseren Herrn und Gott, der in der Einheit des Heiligen Geistes mit dir lebt und herrscht in alle Ewigkeit. Amen.“

Heilige Messe
- Eröffnungsvers: Wort Gottes des Herrn: Ich werde mir einen zuverlässigen Priester einsetzen, der nach meinem Willen handelt. (1 Sam 2,35 EU)

- Lesungen: 
Jes 61,1–3a EU; Röm 8,26–30 EU; Mt 25,31–40 EU
oder (vom Wochentag): Tit 3,1–7 EU; Lk 17,11–19 EU

- Orationen: Eigentexte vom hl. Martin[26]

Stundengebet
Hymnus, Antiphonen und Bitten in Laudes und Vesper sind Eigentexte vom Martinstag bzw. vom Gedenktag für Bischöfe, in den anderen Horen sind sie vom Wochentag.

### Evangelisch
Die evangelische Kirche in Deutschland führt den Martinstag als Gedenktag des Martin von Tours seit der Perikopenrevision im Evangelischen Gottesdienstbuch, dabei gilt:
- Tagesspruch: Was ihr getan habt einem von diesen meinen geringsten Brüdern, das habt ihr mir getan. (Mt 25,40 LUTb)
- Psalm: Ps 146,1–10 LUT
- Tageslied A: EG 154 (Herr, mach uns stark im Mut, der dich bekennt)
- Tageslied B: Ergänzungsheft zum EG, Nr. 27 (Die Heiligen, uns weit voran)

Halleluja-Vers: Singet dem Herrn ein neues Lied; die Gemeinde der Heiligen soll ihn loben. (Ps 149,1 b)
- Predigttexte nach Perikopenreihen:

1. (2025, 2031, …): Jes 58,6–11 LUT (zugleich alttestamentliche Lesung des Tages)
2. (2020, 2026, …): Mt 25,31–40 LUT (zugleich Evangeliumslesung des Tages)
3. (2021, 2027, …): 2 Kor 8,7–9 LUT (zugleich Epistellesung des Tages)
4. (2022, 2028, …): wie 1.
5. (2023, 2029, …): wie 2.
6. (2024, 2030, …): wie 3.

- Liturgische Farbe: rot[28]
- Vertagungen: Fällt der 11. November auf einen Sonntag, so wird der Martinstag am Sonnabend oder an einem Werktag der folgenden Woche gefeiert.[29]

Weitere Texte:
- Mt 6,19–24 LUT
- Mt 20,20–28 LUT
- 1 Petr 4,7–11 LUT[30]

Zum evangelischen Heiligengedenken siehe Confessio Augustana, Artikel 21. Der traditionelle Gedenktag zum Geburtstag Martin Luthers am Vortag, der oft als „evangelischer Martinstag“ bezeichnet wird, ist nicht kirchenoffiziell; der Evangelische Namenkalender sieht einen Gedenktag für Luther an dessen Todestag, dem 18. Februar, vor, der aber nicht im Gottesdienstbuch geführt wird.